# 汉东回族乡
汉东回族乡是中华人民共和国青海省西宁市湟中区下辖的一个民族乡。

## 行政区划
汉东回族乡下辖以下村级行政区划单位：
汉东村、李家庄村、下扎扎村、拉布尔村、上扎扎村、前尧村、后尧村、冰沟村、下麻尔村、杨家滩村、下田村、上田村、羊毛村和半截沟村。